# Scleranthopsis aphanantha
Scleranthopsis aphanantha är en nejlikväxtart som först beskrevs av K. H. Rechinger, och fick sitt nu gällande namn av K. H.Rechinger. Scleranthopsis aphanantha ingår i släktet Scleranthopsis och familjen nejlikväxter. Inga underarter finns listade i Catalogue of Life.